# Конвой HX 65
Конвой HX 65 (англ. Convoy HX 65) — конвой транспортних і допоміжних суден у супроводженні кораблів ескорту, який прямував від канадського Галіфаксу до Ліверпуля. Конвой серії HX був 65-й за ліком, і на маршруті руху його атакували німецькі військово-морські та повітряні сили. Унаслідок нападу ворожих субмарин та авіації Люфтваффе вісім з 51 судна були затоплені, ще три судна були пошкоджені німецькими U-Boot і бомбардувальниками.

## Історія

### Передумови
Конвой HX 65 складався з трьох частин транспортних суден, що йшли з різних портів Америки, і за задумом при наближенні до берегів Великої Британії мав розділитися на дві групи. Основна частина з 13 суден вирушила з Галіфакса 12 серпня 1940 року; транспортники надходили з портів східного узбережжя США; його очолив командор конвою віцеадмірал Б. Г. Вашингтон на пароплаві Harpalyce. Цю частину конвою супроводжував океанський ескорт, що складався з допоміжного крейсера «Вольтер» і місцевого ескорту з двох військових кораблів канадського флоту. 14 серпня до нього приєдналися 16 суден, що вийшли із Сіднея, що на острові Кейп-Бретон, також з місцевим ескортом. Ці судна та кораблі зібралися з портів на Святому Лаврентії та Великих озерах. 16 серпня до конвою приєднався BHX 65, 22 судна з Карибського басейну та Південної Америки, які сконцентрувалися на Бермудських островах і звідти вирушили 11 серпня під охороною озброєного торговельного крейсера «Монклер».
Проти HX 65 діяли підводні човни 1-ї, 2-ї та 7-ї флотилій підводних човнів ВМС Німеччини, які вийшли на перехоплення з ВМБ Кіля та Вільгельмсгафена.

### Напад німців
22 серпня до конвою на маршруті руху почав прибувати ескорт Командування Західних підходів; есмінець «Скина» і корвет «Годетіа» покинули попередній конвой OA 201, прибувши пізніше того ж дня. 24 серпня есмінець «Весткотт» і корвет «Гладіолус» прибули від ескортних сил конвою OB 201.
Вранці 24 серпня танкер La Brea (один із двох суден, які відстали від основних сил HX 65 5 днів тому) був помічений U-48 на північно-західному підході до Рокола. Танкер був атакований капітан-лейтенантом Гансом-Рудольфом Резінгом і потонув, на місці трагедії залишилися два рятувальні човни з людьми, що вижили в погану погоду та бурхливе море. Протягом наступних двох днів вони досягли Гебридських островів.
Увечері 24 серпня конвой розділився: одна частина (HX 65A) з 20 транспортних суден, що прямували до Метіла на східному узбережжі Шотландії через мис Рат і північ Шотландії, і друга частина (HX 65B) з 22 суден, що прямували до Ліверпуля.
Перша група, що прямувала до Метіла, очолювана Harpalyce у супроводі «Скини» і «Годетіа», був виявлений U-48. Вночі з 24 на 25 серпня, німецька субмарина атакувала транспортники, потопивши 2 судна, Empire Merlin і Athelcrest. Корвет «Годетіа» здійснив спробу контратакувати, але U-48 втік без пошкоджень. Пізніше, вранці 25 серпня, конвой був помічений ще двічі, U-28 і U-32, але до конвою прибув летючий човен «Сандерленд» Берегового командування, і обидва німецькі човни змушені були піти на глибину, коли помітили літак. U-32 провів атаку, яка не вдалася. Того вечора U-124 знову виявив конвой і атакував його незадовго до півночі. U-124 випустив чотири торпеди і командир заявив про затоплення чотирьох суден; справжнім результатом цієї атаки було потоплення двох суден (Harpalyce і Fircrest) і пошкодження ще одного (Stakesby). Harpalyce і Fircrest швидко загинули з великими людськими втратами. Stakesby був покинутий, але пізніше був врятований буксиром Thames, доставлений до берегів і відремонтований. U-124 був контратакований «Годетією» та пошкоджений, коли наразився на підводний камінь. Після того, як корвет відступив, U-124, не маючи можливості продовжити переслідування конвою, залишився на місці, надаючи рапорти про погоду. Пізніше того ж дня конвой був посилений двома есмінцями зі Скапа-Флоу, «Ягуар» і «Джавелін».
Увечері 26 серпня поблизу Кіннерд-Хеда конвой зазнав повітряного нападу літаків Люфтваффе з окупованої Норвегії; атакували вісім Ju 88 з KG 30, що базувалися в Ольборзі. Внаслідок атаки з повітря уразили чотири судна; одне затонуло і три — пошкоджено. Nellie і City of Hankow благополучно дісталися порту, але Cape York затонув під час буксирування наступного дня. Пізніше в ніч проти 27 серпня друга повітряна атака чотирьох торпедоносців He 115 KuFlGr 506, що базувалися у Ставангері, завдала серйозних пошкоджень Remuera, який затонув. Решта 16 кораблів благополучно прибули до Метіла 27 числа.
Тим часом 25 серпня Ліверпульська група на чолі з віцеадміралом Лейр на Manchester Merchant у супроводі «Весткотта» була виявлена U-57, який почав погоню. Кілька танкерів відстали від конвою, щоб їх перехопив ескорт, але один з них, Pecten, був торпедований U-57. Ескорт провів контратаку, але U-57 втік. 26 серпня на посилення цієї групи прибув шлюп «Лоустофт». Подальших атак не було, і 21 судно без втрат прибуло до Ліверпуля 27 серпня.

## Кораблі та судна конвою HX 65
Позначення

### Транспортні судна
| Назва                      | Прапор              | Тоннажність (GRT) | Вантаж                                                 | Прим.                                                                                               |
| -------------------------- | ------------------- | ----------------- | ------------------------------------------------------ | --------------------------------------------------------------------------------------------------- |
| Agapenor (1914)            | Велика Британія     | 7 391             | генеральні вантажі                                     | |
| Alfred Olsen (1934)        | Норвегія            | 8 817             | бензин                                                 | |
| Anna Mazaraki (1913)       | Грецьке королівство | 5 411             | пшениця                                                | |
| Aspasia Nomikos (1938)     | Грецьке королівство | 4 855             | пшениця                                                | |
| Athelcrest (1940)          | Велика Британія     | 6 825             | 10 125 тонн дизельного палива                          | 25 серпня британський танкер потоплений німецьким ПЧ U-48                                           |
| Atlantic (1939)            | Велика Британія     | 5 414             | сталь                                                  | |
| Axel Johnson (1925)        | Швеція              | 4 915             | генеральні вантажі                                     | |
| Blairatholl (1925)         | Велика Британія     | 5 414             | рудничний матеріал                                     | |
| British Lord (1922)        | Велика Британія     | 6 098             | нафтопродукти                                          | |
| Canford Chine (1917)       | Велика Британія     | 3 364             | залізні руди                                           | повернувся до Сіднея                                                                                |
| Cape York (1926)           | Велика Британія     | 5 027             | пиломатеріали, пшениця, метал                          | 26 серпня атаковане літаками Люфтваффе поблизу Кіннерд-Хед. 27 серпня затонуло під час буксирування |
| Cetus (1920)               | Норвегія            | 2 614             | рудничний матеріал                                     | |
| Chama (1938)               | Велика Британія     | 8 077             | дизельне паливо, нафтопродукти                         | |
| City of Hankow (1915)      | Велика Британія     | 7 360             | дизельне паливо, нафтопродукти                         | 26 серпня атаковано ворожою авіацією; пошкоджене дісталося порту                                    |
| Conus (1931)               | Велика Британія     | 8 132             | нафтопродукти                                          | |
| Cymbula (1938)             | Велика Британія     | 8 082             | авіаційний гас                                         | |
| Eclipse (1931)             | Велика Британія     | 9 767             | дизельне паливо, нафтопродукти                         | |
| Empire Merlin (1919)       | Велика Британія     | 5 763             | сірка                                                  | 25 серпня потоплено німецьким ПЧ U-48                                                               |
| F J Wolfe (1932)           | Велика Британія     | 12 190            | дизельне паливо, нафтопродукти                         | |
| Fernbank (1924)            | Норвегія            | 4 333             | газетний папір                                         | |
| Fircrest (1907)            | Велика Британія     | 5 394             | залізна руда                                           | 25 серпня потоплено німецьким ПЧ U-124                                                              |
| Gard (1938)                | Норвегія            | 8 259             | мазут                                                  | |
| Gitano (1921)              | Велика Британія     | 3 956             | генеральні вантажі                                     | |
| Harpalyce (1925)           | Велика Британія     | 5 169             | 8000 тонн сталі та чавуну                              | 25 серпня потоплено німецьким ПЧ U-124                                                              |
| Housatonic (1919)          | Велика Британія     | 5 559             | мазут                                                  | |
| Inverlee (1938)            | Велика Британія     | 9 158             | нафтопродукти                                          | |
| Juno (1908)                | Нідерланди          | 1 763             | папір, лісоматеріали                                   | |
| La Brea (1916)             | Велика Британія     | 6 665             | мазут                                                  | відстав від конвою; 24 серпня потоплений німецьким ПЧ U-48                                          |
| Lodestone (1938)           | Велика Британія     | 4 877             | пшениця, свинець, пиломатеріали                        | |
| Manchester Merchant (1940) | Велика Британія     | 7 264             | генеральні вантажі                                     | судно віце-командора конвою                                                                         |
| Maplewood (1930)           | Велика Британія     | 4 566             | зерно                                                  | |
| Nellie (1913)              | Грецьке королівство | 4 826             | целюлоза                                               | 26 серпня атаковано ворожою авіацією; пошкоджене дісталося порту                                    |
| Nerissa (1926)             | Велика Британія     | 5 583             | озброєне транспортне судно з 190 канадськими солдатами | |
| Nikoklis (1921)            | Грецьке королівство | 3 576             | брухт                                                  | |
| Nordlys (1916)             | Велика Британія     | 3 726             | рудничний матеріал                                     | |
| Pecten (1927)              | Велика Британія     | 7 468             | нафтопродукти                                          | відстав від конвою HX-65B; 25 серпня потоплений німецьким ПЧ U-57                                   |
| Prins Maurits (1936)       | Нідерланди          | 1 287             | генеральні вантажі                                     | |
| Rangitane (1929)           | Велика Британія     | 16 712            | генеральні вантажі; заморожені продукти                | |
| Reedpool (1924)            | Велика Британія     | 4 848             | сталь                                                  | |
| Regent Panther (1937)      | Велика Британія     | 9 556             | авіагас                                                | |
| Remuera (1911)             | Велика Британія     | 11 445            | генеральні вантажі; заморожені продукти                | 26 серпня затоплене літаками Люфтваффе поблизу Реттрей-Хед                                          |
| Sitala (1937)              | Велика Британія     | 6 218             | мазут                                                  | |
| Solarium (1936)            | Велика Британія     | 6 239             | бензин                                                 | |
| Stakesby (1930)            | Велика Британія     | 3 900             | рудничний матеріал                                     | 25 серпня пошкоджено німецьким ПЧ U-124                                                             |
| Statesman (1923)           | Велика Британія     | 7 939             | генеральні вантажі                                     | |
| Taria (1939)               | Нідерланди          | 10 354            | мазут                                                  | |
| Torr Head (1937)           | Велика Британія     | 7 939             | генеральні вантажі                                     | |
| Torvanger (1920)           | Норвегія            | 6 568             | сталь, брухт                                           | |
| Uskbridge (1940)           | Велика Британія     | 2 715             | лісоматеріали                                          | повернувся до Сіднея                                                                                |
| Welsh Prince (1940)        | Велика Британія     | 5 148             | генеральні вантажі                                     | |
| Winkleigh (1940)           | Велика Британія     | 5 468             | пшениця, цинк, ліс                                     | |

### Кораблі ескорту
| Назва        | Прапор                                  | Тип корабля                                | Прим.        |
| ------------ | --------------------------------------- | ------------------------------------------ | ------------ |
| «Ассінібойн» | Військово-морські сили Канади           | Есмінець типу «Рівер»                      | 12-13 серпня |
| HMCS French  | Військово-морські сили Канади           | допоміжне озброєне судно                   | 12-13 серпня |
| «Гладіолус»  | Військово-морські сили Великої Британії | корвет типу «Флавер»                       | 24-27 серпня |
| «Годетіа»    | Військово-морські сили Великої Британії | корвет типу «Флавер»                       | 20-27 серпня |
| «Ягуар»      | Військово-морські сили Великої Британії | ескадрений міноносець типу «J»             | 26-27 серпня |
| «Джавелін»   | Військово-морські сили Великої Британії | ескадрений міноносець типу «J»             | 26-27 серпня |
| HMCS Laurier | Військово-морські сили Канади           | допоміжне озброєне судно                   | 12-14 серпня |
| «Ловестофт»  | Військово-морські сили Великої Британії | шлюп типу «Грімсбі»                        | 26-27 серпня |
| «Монклер»    | Військово-морські сили Великої Британії | допоміжний крейсер                         | 11-16 серпня |
| «Сагне»      | Військово-морські сили Канади           | Есмінець типу «Рівер»                      | 12-14 серпня |
| «Скина»      | Військово-морські сили Канади           | ескадрений міноносець типу «A»             | 22-27 серпня |
| «Вольтер»    | Військово-морські сили Великої Британії | допоміжний крейсер                         | 12-23 серпня |
| «Весткотт»   | Військово-морські сили Великої Британії | ескадрений міноносець «Адміралті» типу «W» | 24-27 серпня |

## Підводні човни Крігсмаріне, що брали участь в атаці на конвой
| Назва | Тип       | Командир                                    | Результати атаки                                                        | Прим. |
| ----- | --------- | ------------------------------------------- | ----------------------------------------------------------------------- | ----- |
| U-28  | VII A     | капітан-лейтенант Гюнтер Кунке              |                                                                         |       |
| U-32  | VII A     | оберлейтенант-цур-зее Ганс Єніш             |                                                                         |       |
| U-48  | VII B     | капітан-лейтенант Ганс-Рудольф Резінг       | 24 серпня потопив La Brea, 25 серпня потопив Athelcrest і Empire Merlin |       |
| U-57  | II C      | оберлейтенант-цур-зее Еріх Топп             | 25 серпня 1940 року потопив британський танкер Pecten                   |       |
| U-124 | типу IX B | оберлейтенант-цур-зее Георг-Вільгельм Шульц | 25 серпня 1940 року потопив Fircrest, Harpalyce і пошкодив Stakesby     |       |